# Moustapha Seck
Moustapha Seck (Dakar, 23 februari 1996) is een Spaans-Senegalees voetballer die onder contract staat bij Neftçi PFC.

## Carrière
Moustapha Seck is geboren in Dakar op 23 februari 1996, maar verhuisde op jonge leeftijd naar Spanje waar hij eerst in het jeugdteam van Can Parellada speelde. In 2005 vertrok hij naar de jeugdopleiding van FC Barcelona waar hij in 2013 vertrok om in de jeugd van SS Lazio te spelen. In het seizoen 2015/16 zat hij enkele wedstrijden op de bank bij het eerste elftal van Lazio, maar kwam niet in actie. Nadat zijn contract afliep, tekende hij in 2016 bij stadgenoot AS Roma. Hier debuteerde hij op 8 december 2016, in de met 0-0 gelijkgespeelde wedstrijd in de Europa League tegen Astra Giurgiu. De tweede helft van het seizoen 2016/17 werd Seck verhuurd aan Carpi FC 1909, waar hij drie wedstrijden in de Serie B speelde. In het seizoen 2017/18 werd hij achtereenvolgens verhuurd aan Empoli FC en Novara Calcio, en droeg zodoende bij aan het kampioenschap van Empoli FC. In het seizoen 2018/19 werd hij verhuurd aan Almere City FC, waar hij 27 wedstrijden in de Eerste divisie speelde. Begin 2020 werd hij verhuurd aan Livorno in de Serie B. In 2020 maakte hij de overstap naar Leixões SC.
Op 23 augustus tekende de voetballer een driejarig contract bij de club "Neftçi" uit Azerbeidzjan.

### Statistieken
| Seizoen                        | Club                | Land           | Competitie      | Competitie | Competitie | Beker | Beker | Internationaal | Internationaal | Overig | Overig | Totaal | Totaal |
| Seizoen                        | Club                | Land           | Competitie      | Wed.       | Dlp.       | Wed.  | Dlp.  | Wed.           | Dlp.           | Wed.   | Dlp.   | Wed.   | Dlp.   |
| ------------------------------ | ------------------- | -------------- | --------------- | ---------- | ---------- | ----- | ----- | -------------- | -------------- | ------ | ------ | ------ | ------ |
| 2015/16                        | SS Lazio            | Italië         | Serie A         | 0          | 0          | 0     | 0     | 0              | 0              | 0      | 0      | 0      | 0      |
| 2016/17                        | AS Roma             | Italië         | Serie A         | 0          | 0          | 0     | 0     | 1              | 0              | –      | –      | 1      | 0      |
| 2016/17                        | → Carpi FC 1909     | Italië         | Serie B         | 3          | 0          | 0     | 0     | –              | –              | 0      | 0      | 3      | 0      |
| 2017/18                        | → Empoli FC         | Italië         | Serie B         | 6          | 0          | 1     | 0     | –              | –              | –      | –      | 7      | 0      |
| 2017/18                        | → Novara Calcio     | Italië         | Serie B         | 7          | 0          | 0     | 0     | –              | –              | –      | –      | 7      | 0      |
| 2018/19                        | → Almere City FC    | Nederland      | Eerste divisie  | 27         | 0          | 2     | 0     | –              | –              | 2      | 0      | 31     | 0      |
| 2019/20                        | AS Roma             | Italië         | Serie A         | 0          | 0          | 0     | 0     | 0              | 0              | –      | –      | 0      | 0      |
| 2019/20                        | → AS Livorno Calcio | Italië         | Serie B         | 11         | 0          | 0     | 0     | –              | –              | –      | –      | 11     | 0      |
| 2020/21                        | Leixões SC          | Portugal       | Liga Portugal 2 | 0          | 0          | 1     | 0     | –              | –              | –      | –      | 1      | 0      |
| Carrièretotaal                 | Carrièretotaal      | Carrièretotaal | Carrièretotaal  | 54         | 0          | 4     | 0     | 1              | 0              | 2      | 0      | 61     | 0      |
| Bijgewerkt op 27 november 2020 |                     |                |                 |            |            |       |       |                |                |        |        |        |        |